# Apio Claudio Pulcro (cónsul 38 a. C.)
Apio Claudio Pulcro  fue un magistrado romano.
Hijo mayor de Cayo Claudio Pulcro, pretor en 56 a. C., fue adoptado por su tío Apio Claudio Pulcro, cónsul en 54 a. C., cambiando su nombre original de Cayo por Apio.
Tras la muerte de su tío Publio Clodio Pulcro, en 51 a. C. fue uno de los acusadores de Tito Anio Milón, junto con su hermano que tenía el mismo cognomen. En 50 a. C. se encargó de llevar a la Galia las dos legiones que Pompeyo había cedido a Julio César.
Él o su hermano del mismo nombre fue cónsul en 38 a. C. junto con Cayo Norbano Flaco.